# Ankylopteryx (Ankylopteryx) buettikoferi
Ankylopteryx (Ankylopteryx) buettikoferi is een insect uit de familie van de gaasvliegen (Chrysopidae), die tot de orde netvleugeligen (Neuroptera) behoort. 
Ankylopteryx (Ankylopteryx) buettikoferi is voor het eerst wetenschappelijk beschreven door Van der Weele in 1905.